# Louis Cattiaux
Louis-Ghislain Cattiaux (Valenciennes, Hauts-de-France, 17 de agosto de 1904-París, 16 de julio de 1953) fue un pintor y poeta francés que abandonó casi completamente la práctica artística para dedicarse a escribir El mensaje reencontrado (Le message retrouvé), un libro verdaderamente original que reencuentra y renueva la tradición enseñada por los grandes sabios de todos los tiempos. El mensaje reencontrado contiene un sentido: moral, filosófico y ascético, y también: cosmológico, místico e iniciático (hermético).

## Biografía
Nació el 17 de agosto de 1904 en Valenciennes. Creció sin sus padres, siendo educado por su hermana mayor. En 1914, ambos hermanos son evacuados a la región de París, y el pequeño Louis es internado en el pensionado Hanley. En 1922 prepara su examen en las Arts et Metiers de París. En 1928 Cattiaux viaja a Dahomey, empleado por una empresa comercial, pero al cabo de algunos meses vuelve a la metrópoli donde se consagrará cada vez más a la pintura. Empieza a frecuentar los medios literarios y artísticos de la avant-garde parisina de la época. En 1932 se casa con Henriette Péré. La pareja instala entonces una galería de arte llamada Gravitations, en honor al poeta Jules Supervielle, situada en los bajos del número 3 de la calle Casimir-Perier, que además será su propio hogar.
En 1934 aparece el llamado manifiesto del Transhylismo, suscrito por una serie de artistas entre los que se encontraba Cattiaux, además de los Louis de Gonzague Frick y el ya citado Jules Supervielle.
A partir de 1936, Cattiaux orienta su búsqueda cada vez más hacia la alquimia. Y en 1938 escribe una parte del llamado Le Message Égaré (El mensaje perdido), que más tarde se convertirá en Le Message Retrouvé (El mensaje reencontrado). En 1946, los doce primeros capítulos de El mensaje reencontrado se publican en París por cuenta del autor. Es entonces cuando empezó a escribir su ensayo Física y Metafísica de la pintura.
En 1947 empieza a cartearse con Jean Rousselot y con René Guénon. Gracias a una crítica de este último sobre El mensaje reencontrado, publicada en 1948, en la revista Les Études traditionnelles, Louis Cattiaux entra en contacto con Emmanuel d’Hooghvorst, el autor de El Hilo de Penélope. Este hecho marcará el inicio de una intensa relación entre ambos y también con el hermano menor de Emmanuel, Charles d’Hooghvorst a quien conocerá en mayo de 1949. En 1951 aparece un primer artículo escrito por Emmanuel d’Hooghvorst sobre El mensaje reencontrado, publicado en la revista suiza Les Cahiers trimestriels Inconnues.
El 16 de julio de 1953, Louis Cattiaux deja este mundo, como consecuencia de una fulminante enfermedad, y, un año después, sus Poèmes Alchimiques, Tristes, Zen, d’Avant, de la Résonance, de la Connaissance son publicados por la editorial Le Cercle du Livre. También en 1954, aparecen extractos de su ensayo sobre la pintura Física y Metafísica de la pintura en la revista suiza Les Cahiers trimestriels Inconnues (n º 9), y un artículo de Emmanuel d'Hooghvorst titulado El Mensaje profètico de Louis Cattiaux.

## Física y Metafísica de la pintura
En 1946, Louis Cattiaux empezó a escribir este ensayo sobre la pintura. El título elegido (Física ...) expresa con claridad la esencia de esta obra, en la que se encuentran tanto capítulos consagrados a los procedimientos de la pintura (8 primeros capítulos) como otros (los 24 restantes) que tratan de la vocación del artista ( ... y Metafísica de la pintura). Además, cada tema se desarrolla según esa doble perspectiva, ya que, según él, el arte es como la unión entre la paciencia y la fantasía, la imprudencia y el gusto, la improvisación y el orden, de lo invisible con lo cotidiano, del espíritu con el peso del color. La confluencia, poco habitual, entre la técnica dominada a la perfección y la inspiración más elevada es lo que hace al verdadero artista.

## El mensaje reencontrado o el reloj de la noche y el día de Dios
(Libro en pdf. completo, imprimible.)
En 1946, Louis Cattiaux se autoeditó los primeros 12 capítulos con un prefacio de Lanza del Vasto. Después siguió escribiendo nuevos capítulos (a los que denominó libros) hasta su muerte en 1953. En 1956 apareció la publicación completa en la editorial Denoël, con una presentación al lector de Emmanuel y Charles d’Hooghvorst. El libro está escrito en forma de aforismos o sentencias, dispuestos en dos columnas y, en algunas ocasiones, aparece uno central. Consta de 40 capítulos, que fueron escritos durante más de 15 años, y que recogen la experiencia espiritual del autor. Cada uno de estos libros está precedido de dos epígrafes y termina con dos hipógrafes, o citas finales, extraídos de las Escrituras santas de todas las naciones. Es la obra por antonomasia de Cattiaux.
Los aforismos o versículos, como los denominaba Cattiaux, tratan distintos temas, siendo cada uno independiente, pero a la vez forman un conjunto homogéneo sobre las preguntas fundamentales del hombre. Su lenguaje es singular, pues Cattiaux no desarrolla ningún tema sistemáticamente, sino que sentencia.
Por su particularidad es difícil ubicar El mensaje reencontrado dentro de determinadas corrientes filosóficas o espirituales, aunque al autor se sentía especialmente próximo a la tradición hermética occidental.
A continuación, ofrecemos una selección de versículos, según una propuesta de Charles d’Hooghvorst:

Las santas Escrituras.- “Las santas Escrituras están completas desde su comienzo, y cada nuevo libro revelado no hace más que confirmarlas sin añadir ni suprimir nada al misterio del espíritu encarnado, que constituye su fundamento sagrado.” (XX, 2)

“Ninguna palabra de una santa Escritura contradice de hecho la palabra de otra santa Escritura. Así, Dios aparece múltiple en personas, pero, sin embargo, es único en acto y en reposo, ya que es el Ser por excelencia, es decir, el Primero y el Último en todo / Por lo tanto, debemos conocer todas las Escrituras santas y estudiarlas hasta que hayamos descubierto la identidad primera y última de la palabra inspirada. Pensar en Dios y meditar sobre su creación es rezar y alabar a Dios.” (XV, 50-50’)

La ciencia de Dios.- “Ni los creyentes ni los ateos sospechan que existe la ciencia de Dios oculta tras los símbolos, los escritos y las figuras de las religiones reveladas. Los que creen en ella intentan apropiársela por la astucia y la violencia. Algunos la piden a Dios en su corazón y apenas uno o dos la obtienen en el siglo.” (XXIV, 33)

“Nuestra llana razón nos sustrae la evidencia de la ciencia divina.” (V, 50)

“La verdadera posesión es la ciencia de Dios experimentada en el secreto del corazón. La posesión ilusoria es la ciencia de los hombres practicada en el mundo. / El ignorante hable de suprimir el mal, el sabio se limita a separarlo y a rechazarlo a fin de glorificar el bien sin trabas.” (VIII, 18-18')

“Estudiemos los triples misterios antiguos. Reverenciemos las doctrinas y las fábulas sagradas. Busquemos el bien que subsiste en el mal. Meditemos sobre las obras de los profetas y de los santos filósofos. Comprendamos que sólo hay un Dios, una sola ciencia y una sólo creación en todas partes y siempre. / Toda humedad será expulsada de la tierra, y el fuego consumirá la mugre inmunda hasta que la sal virginal aparezca, a la que se devolverá el agua celeste, para formar el nuevo mundo de Dios.¿Quién nos hará oír esta palabra del comienzo y del fin de los tiempos? ¿Quién nos mostrará el germen desnudado de la creación perfecta del Señor?" (II, 83-83')

Fe.- “Nuestra fe no radica en una idea abstracta ni en un ideal inasible ni en el gran número de fieles ni en las obras humanas ni en los bienes de este mundo, ni en los honores religiosos o profanos ni en las ciencias de los hombres ni en los poderes de los ascetas. / Nuestra fe radica en la certeza de la naturaleza divina encarnada en la carne del mundo. Nuestra fe se nutre de la esperanza de reencontrar esta naturaleza divina sepultada en el pecado de muerte. Nuestra fe se anima por la efusión del Espíritu Santo que fecunda la naturaleza divina y así nos rehace niños de Dios, a imagen de Dios mismo.” (XXXVIII, 19-19’)

“Hay tres soluciones posibles para los hombres aquí abajo: contar únicamente con uno mismo, como hacen los ignorantes extraviados en la noche del mundo. Contar con uno mismo y con Dios, como hacen los creyentes que han oído hablar de la luz del comienzo. Contar sólo con Dios como hacen los Sabios y los Santos que conocen o se acercan al origen y al fin de todas las cosas.” (XII, 72 a 77’)

La Búsqueda.- “La palabra de Dios primero humilla nuestra razón luego comunica secretamente su luz al alma, antes de iluminar el espíritu, si estamos atentos y somos perseverantes en nuestra búsqueda santa.” (XVIII, 67’).

“Algunos prosiguen en secreto la búsqueda de Dios más allá de los símbolos y de las figuras, porque tienen sed de la realidad que se ve, que se toca y que se come. ¿Quién podría reprenderlos y quién osaría excluirlos de la Iglesia universal del Señor sapientísimo?.” (XXI, 55).

Plegaria.- “La plegaria vivida un minuto vale más que la lección muerta rumiada durante toda una vida.” (V, 26)

“La plegaria es como una conversación secreta entre el Dios creado y el Dios increado, es decir, como el lazo de amor que une lo finito a lo infinito y que permite a la totalidad conocerse en Uno.” (IX, 52)

“Hay una plegaria importante y urgente que debemos repetir todos los días de nuestra vida exiliada: Libéranos, Padre Todopoderoso, de la mugre inmunda que nos sumerge por todas partes, a fin de que resplandezcamos de nuevo en tu pureza, y fecúndanos con tu santo amor, a fin de que seamos fijados en ti por la eternidad.” (XX, 73’’)

Muerte.- “La extrema humillación de la muerte es la entrada obligatoria al esplendor de la vida celeste, pues la separación terrestre es el comienzo del cielo manifestado.” (II, 76’)

“Hemos hecho hincapié en la muerte que tiene al mundo entre sus garras ciegas, pero también hemos puesto el dedo sobre la vida que se renueva constantemente a través de ella. / Hemos hecho recordar la cerradura terrestre y la llave celeste que abren la puerta que abre la estancia de la vida bienaventurada, donde los hijos de Dios se regocijan de la alegría del único Esplendor por la eternidad. / Así, hemos perdido deliberadamente nuestra vida en este mundo mezclado, a fin de salvarla en el reino de Dios.” (XXXVII, 26-26’-26’’)

Bendición y amor.- “La palabra esencial y substancial transmitida por el maestro es lo que nos hace herederos del Altísimo, a condición de que la recibamos santamente con gratitud y no profanamente con malicia.” (XXIV, 13)

“No nos salvaremos por el trabajo de nuestras manos, por el trabajo de nuestra voluntad ni por el de nuestra inteligencia. / La bendición de Dios y la operación de su santo amor en nuestros corazones purificados son lo que realizará la obra de liberación y de resurrección.” (XXXVI, 78-78’)

“El centro del Universo reposa en el corazón del hombre, pero para liberarlo primero es necesario que el espíritu libre venga en auxilio del espíritu prisionero de las tinieblas.” (IV, 36’)

“La bendición de Dios es lo que envía el agua de vida, y su amor es lo que encarna el fuego santo. (IV, 37’)

“No hay reposo sin conocimiento. No hay conocimiento sin amor. No hay amor sin la gracia. No hay gracia sin abandono” (XII, 32)

“El amor penetra, el amor anima, el amor exalta, el amor multiplica, el amor unifica en el esplendor. / Por la pureza de la gracia es como imantamos el amor divino y encarnamos a Dios en nosotros.” (XVIII, 66-66’)

El santo y el sabio.- “La vida del sabio sale de la muerte del santo como la vida de la mariposa sale de la muerte de la oruga, que se vuelve crisálida y, después, milagro de resurrección. Igualmente, nuestras vidas volverán a salir del caos de la disolución tenebrosa, donde se renueva el divino misterio de la creación de Dios. ¡Que los que saben reflexionar examinen esta espejo oscuro!” (XXV, 27)

“Hay dos vías de retorno a Dios: ya sea la disolución en la vida universal y libre, ya sea la coagulación en ella. / La primera vía es enseñada por muchos y realizada por algunos. La segunda vía es enseñada por algunos y realizada por muy pocos. / El que la separa es ignorante. El que las une es sabio.” (XXVI, 13-13’-13’’)

La realización espiritual y la realización corporal.- “Algunos alcanzan aquí abajo la iluminación espiritual del Señor de vida y les llamamos bienaventurados. / Pero ¿dónde están los que llegan al conocimiento corporal del único Esplendor? Y ¿cómo les llamaremos? / Los más inteligentes y los más avanzados en el estudio y en el conocimiento de los misterios de Dios sólo penetran la realización espiritual. / Es el retorno al estado libre, movedizo e incondicionado en Dios. Son los liberados de Dios. / Algunos de éstos obtienen el conocimiento de la ciencia divina y superan la realización espiritual para penetrar la realización substancial. / Es el acceso al estado libre, fijo y manifestado en Dios. Son los resucitados de Dios." (XXXII, 32 a 44’)

“Los más instruidos de entre los estudiantes de las santas y sabias Escrituras interpretan los misterios divinos como los símbolos de la renovación espiritual del hombre extraviado en este mundo. / ¿Cuántos entre ellos comprenden que estos santos Misterios describen también la regeneración corporal del hombre crucificado aquí abajo?.” (XXXVI, 13-13’)

Luz.- “La luz del sol, de la luna y de las estrellas fecunda perpetuamente el agua del cielo que lleva la simiente hasta las profundidades de la tierra, de donde surge la vida de los seres y de las cosas.” (IV, 19’)

“¿Qué hay más ligero que la luz del sol? Sin embargo, ella es quien da peso a todas las cosas del mundo.” (X, 3’)

Naturaleza.- “La naturaleza está profundamente sepultada en la tierra y altamente situada en el cielo, pero existe un lugar particular donde está más oculta y más evidente que en parte alguna. / Hay aquí una gran perdición para los astutos, pero también una gran recompensa para los corazones sencillos y desapegados.” (VIII, 47’-48’)

“Nuestra vida está eternamente preñada de Dios. ¿Quién le hará aparecer antes del término de la muerte y de la resurrección del gran mundo? La naturaleza liberará la naturaleza y el niño misterioso nacerá de la única Madre.” (IV, 96’)

“El más grande entre los hombres es quien puede concordar la enseñanza de la naturaleza con la de los libros santos para hacer una sola cosa.” (III, 101)

El Nombre de Dios.- “El santo Nombre de Dios es una realidad viva y palpable que lo puede todo. Es un misterio que muy pocos han conocido o conocerán.” (XVIII, 65’)

“El Padre-Dios es el Nombre de Dios inexpresado en el secreto del Agua-Dios. Dios está oculto en su Nombre. El Agua-Dios es el Nombre de Diosque desciende y sube en sí mismo. Y su Nombre es la vida. El Espíritu-Dios es el Nombre de Dios que se mueve en todos los sentidos sobre el Agua-Dios. Y su Nombre está vivo. El Cuerpo-Dios es el Nombre de Dios que se manifiesta y se fija en el Agua-Dios. Y su Nombre se nutre de la vida. Así, Dios es aquél que ES, por lo que ES, en lo que ES, para lo que ES.” (XXX, 22 a 25’’)

Conocimiento.- “El conocimiento especulativo es, respecto al saber posesivo, lo que una pata de palo es a un miembro sano.” (VIII, 35’)

“Todo conocimiento no experimentado es nulo porque no tiene efecto.” (IX, 10)

“Pocos hombres han sido favorecidos aquí abajo con el conocimiento posesivo, pues pocos santos de entre los mejores son capaces de adquirir el poder divino sin perjuicio para ellos mismos ni para los demás. / Estar poseído por Dios es ser santo. Poseer a Dios es ser sabio. Pero penetrar a Dios es ser insensato.” (XI, 69-69’)

Salvación.- “Los que nos predican el cielo y se entierran en las pequeñeces de este mundo son hipócritas que siembran el odio hacia Dios en el corazón de los humanos exiliados, en vez de hacer florecer en él su amor santo y perfecto. / La salvación de Dios no es, como algunos lo enseñan, una eventualidad remota y vaga. Es una realidad inmediata y palpable para el que la alcanza aquí abajo. He aquí lo que todos debemos saber. / Nunca nos avergoncemos de abandonar una opinión limitada y vaga para adoptar una idea más precisa y más amplia de la salvación de Dios, pues así, nos abriremos y germinaremos en Dios, en vez de estancarnos y descomponernos en el mundo.” (XXXIV, 78-78’-78’’)

La Piedra.- La fe, la simplicidad y la sobriedad nos mantendrán en vida con más seguridad que la ciencia, que el progreso y que la abundancia del mundo profano que va a la muerte sin saberlo. ¿Recibiremos el don de Dios con inteligencia? / Os damos la piedra de coronación que acaba el edificio santo y su luz iluminará las naciones, porque la piedra de fundación es como la piedra cumbre, y la piedra cumbre es como la piedra de fundación en la unidad del Uno. / Los sabios y los inteligentes niegan la evidencia del milagro de Dios, y los creyentes orgullosos lo clavan en el tiempo, sin ver que se renueva constantemente ante sus ojos de ciegos / ¿No ha dicho el maestro: Quien caiga sobre la piedra de fundamento será quebrado y sobre quien caiga la piedra cumbre será aplastado? ¿Es que ya no lo oímos? / Muchos han sido quebrados a causa de la impureza de sus corazones que les ha impedido reconocer la piedra de fundación plantada en tierra. / Muchos serán aplastados por la piedra de la cumbre a causa de la impureza de sus ojos que les impedirá verla caer del cielo. / La piedra de fundamento es una piedra cúbica y la piedra cumbre es una piedra piramidal. ¿Lo sabíais? / No hemos añadido ni hemos suprimido nada. ¿Lo veis?" (XXVI, 47 a 50’)

Dios.- “Dios es como un fuego fijo y seco, oculto en un fuego movedizo y húmedo. Quien lo descubre posee el dominio de la vida.” (IV, 48)

“Dios es como el agua que reúne los universos y como el fuego que los madura.” (X, 59’)

“Dios es como un tesoro soterrado que pisoteamos y como un secreto oculto en la lluvia que cae sobre nuestras cabezas.” (V, 21’)

“Dios no es una abstracción delirante del espíritu humano… Es una realidad viva que se ve, que se siente, que se palpa, que se saborea y que da la vida imperecedera… Sólo lo que Dios es y sólo lo que Dios hace es verdadero… Dios no es una hipótesis, es una nube incandescente, es una piedra translúcida, es una realidad viva para siempre. Ninguna imagen podría darnos una idea de la belleza viva del Único Esplendor celeste.” (XXVI, 24-27’)